# 불리족
불리족은 철기 시대 남아시아 북동부에 존재했던 고대 인도아리아인 부족이다. 불라야족으로도 불리는 불리족은 오늘날 불리 공화국으로 불리는 귀족 과두제 공화국인 가나상가로 조직되었다.

## 이름
불리족의 정확한 어원은 알려져 있지 않지만, 산스크리트어로 "침몰"을 뜻하는 단어인 불(산스크리트어: बुल्)에서 유래했을 가능성이 있다.
불라야족의 수도 알라캅파는 “촉촉한” 또는 “젖은”을 뜻하는 알라(alla)와 “확실한 대상을 염두에 두고 만든 것” 또는 “적합하고 적합한 것”을 뜻하는 캅파(산스크리트어로 칼파)의 합성어였을 가능성이 높다. 이에 따르면 알라캅파라는 이름은 “적당히 축축한” 또는 “거의 축축한”이라는 뜻이 된다.

## 위치
불라야족의 영토는 마가다 인근에 위치해 있었으며, 그들의 이웃은 베타디파-드로나그라마의 브라마나족이었다.
불라야족의 수도는 알라캅파였다.

## 역사
불리족은 석가모니가 활동하던 시절 불교로 개종했고, 석가모니가 열반하여 쿠시나라에서 화장되자, 쿠시나라의 말라족에게 사자를 보내 그의 사리를 나누어 달라고 요구했다.

## 정치
불리족은 가나상가(귀족 과두 공화국)로 조직된 크샤트리야 부족이었다.

### 의회
다른 가나상가와 마찬가지로 불리 공화국의 통치 기관은 라자(“수장”이라는 뜻)라는 직함을 가진 크샤트리야 원로들로 구성된 의회였다.

### 평의회
의회는 거의 개회되지 않았고 대신 공화국의 행정은 의회에서 선출된 소규모 기구인 평의회의 손에 맡겨졌다. 평의회는 의회보다 더 자주 열렸다.

### 수반
불리 평의회는 알라캅파라자("알라캅파의 수장")라는 칭호의 종신직 수반을 선출했다. 알라캅파라자는 의회와 평의회의 도움을 받아 공화국을 통치했다.